# 斯卡爾希夫卡
49°12′22″N 38°29′30″E / 49.20611°N 38.49167°E

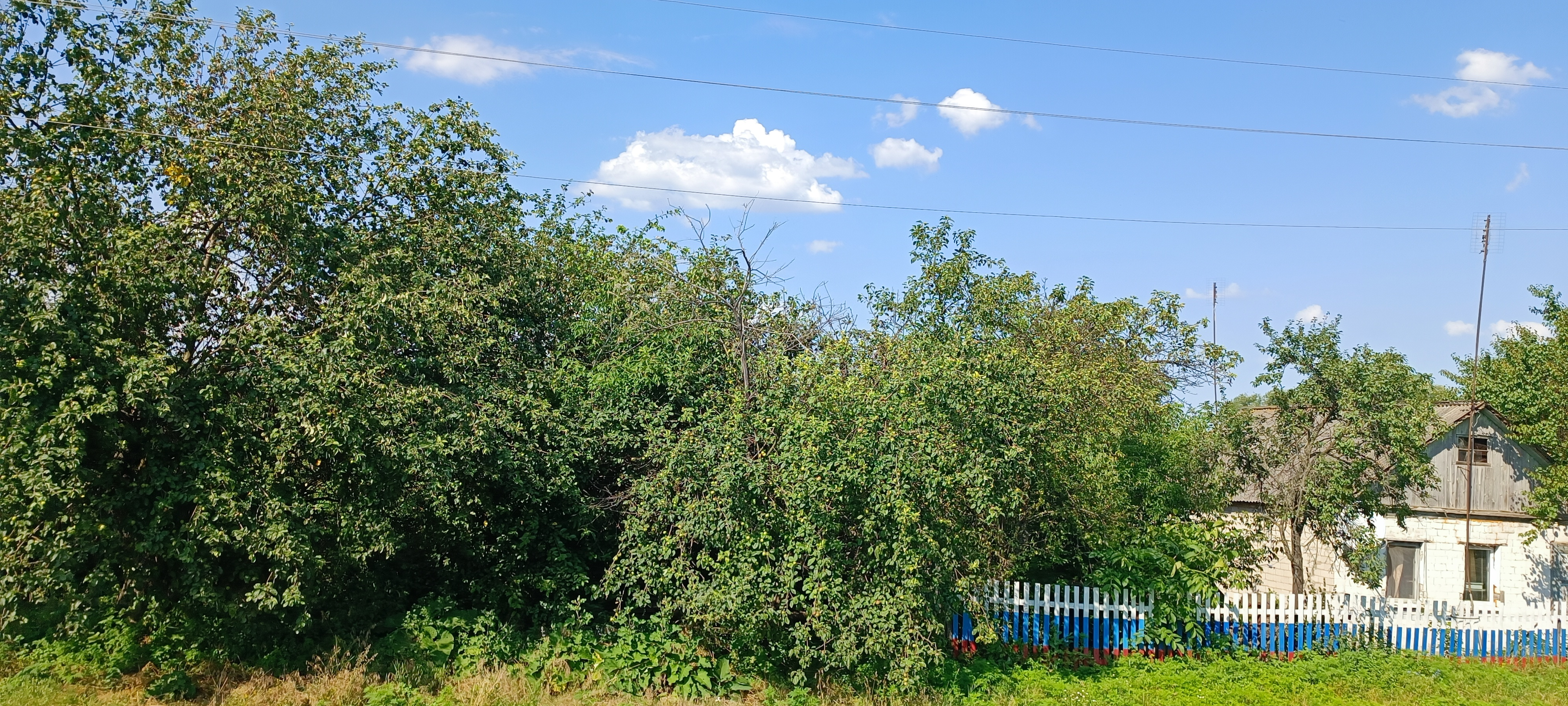
斯卡尔希夫卡

斯卡爾希夫卡（烏克蘭語：Скаргівка）是位於烏克蘭東部的村莊，由盧甘斯克州北頓涅茨克區的魯比日內市鎮負責管轄。該村始建於1949年，面積0.6平方公里，海拔高度83米，2001年人口191，人口密度每平方公里318.3人。